# Upuna
Upuna é um género botânico pertencente à família Dipterocarpaceae.

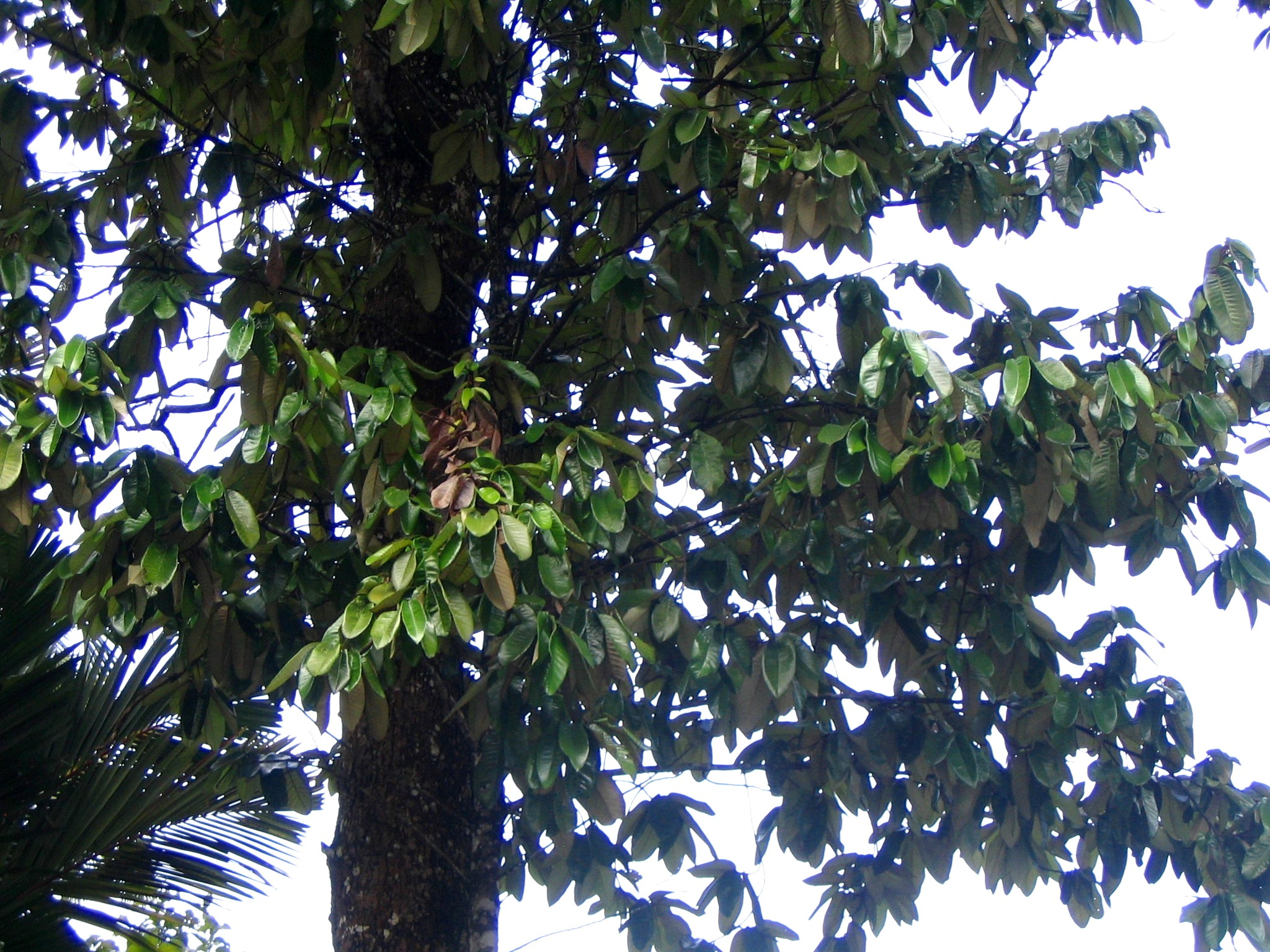
Upuna borneensis

1. ↑  «Upuna — World Flora Online». www.worldfloraonline.org. Consultado em 19 de agosto de 2020